# Argyresthia semifusca
Argyresthia semifusca là một loài bướm đêm thuộc họ Yponomeutidae. Nó được tìm thấy ở châu Âu.
Sải cánh dài khoảng 12 mm. Adults are on the wing từ tháng 6 đến tháng 9 tùy theo địa điểm.
Ấu trùng ăn Crataegus và Sorbus aucuparia.

## Hình ảnh

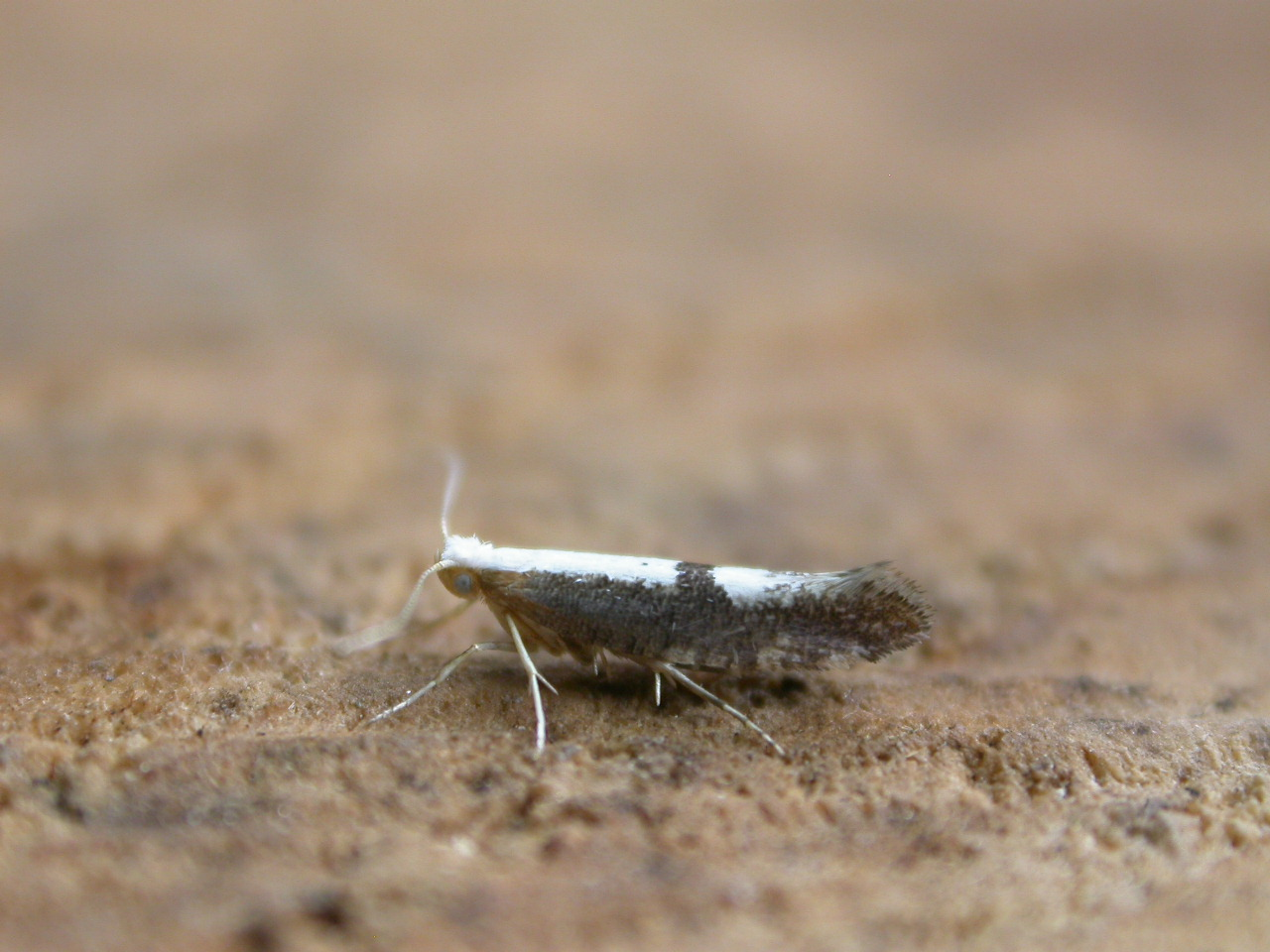